# ВДудь
«вДудь» — русскоязычное авторское интернет-шоу на одноимённом YouTube-канале, которое проходит в формате интервью и автором и ведущим которого является Юрий Дудь. Первый выпуск появился на видеохостинге YouTube 7 февраля 2017 года.

## Описание
В интернет-шоу «вДудь» известный журналист, интервьюер, телеведущий и бывший главный редактор сайта Sports.ru Юрий Дудь берёт интервью у музыкантов, политиков, деятелей интернета, культуры и кино. По заверению самого Юрия, изначально он задумал этот формат для того, чтобы натренировать себя делать интервью не о спорте. В первом выпуске шоу гостем стал известный рэпер Баста, видео набрало более 100 тыс. просмотров за сутки, а уже начиная с 3-го выпуска у шоу появился постоянный рекламный партнёр — сайт Aviasales.ru. Первые выпуски приходилось снимать за свой счёт, а команда работала фактически бесплатно. Со временем количество и разнообразие рекламодателей повысилось, по данным Российского исследовательского агентства блогеров (РИАБ) стоимость одного рекламного поста на канале «вДудь» составляет 1,2 миллиона рублей, по данным из других источников — около 2 миллионов рублей. Это позволяет Юрию Дудю быть одним из самых высокооплачиваемых блогеров Рунета. Согласно исследованиям РИАБ, суммарный доход Дудя от рекламы во втором полугодии 2017 года составил более 17 миллионов рублей. Эту информацию подтвердил и сам Юрий. В июле 2018 года Юрий Дудь занял 50-е место в рейтинге российских знаменитостей, опубликованном журналом Forbes.
Выпуски выходят практически каждую неделю, за исключением перерывов между сезонами, и представляют собой откровенное интервью с героем, продолжительностью от сорока минут до полутора часов. За первые пять месяцев существования шоу на канал подписалось более миллиона человек. Сам Юрий считает успех шоу «очень большой неожиданностью» и понимает, что популярность может исчезнуть так же быстро, как и появилась. По состоянию на июнь 2020 года на канал шоу подписано более 7,6 миллиона пользователей, что позволяет каналу «вДудь» находиться в топ-50 русскоязычных YouTube-каналов по количеству подписчиков.
В начале июля 2018 года на сайте Федерального института промышленной собственности (ФИПС) были опубликованы две заявки от имени Юрия Дудя на регистрацию логотипа и бренда «вДудь». Это позволит Дудю официально выпускать и продавать сувенирную продукцию и прочие товары под маркой «вДудь». В октябре 2018 года стало известно, что Юрий Дудь подал заявку в Роспатент на регистрацию бренда «вДудь» и открыл онлайн-магазин с футболками, свитшотами и чехлами для телефонов. В марте 2019 года Юрий запустил приложение «вДудь» для Smart TV. В ночь с 19 на 20 июня 2020 года суммарное количество просмотров на канале превысило 1 миллиард.
10 марта 2022 года три выпуска на YouTube-канале Юрия Дудя признаны в Белоруссии экстремистским: выпуски «Комиссаренко — новая жизнь после протестов в Беларуси», «Как жить, если лишают родины» и «NEXTA — главное медиа белорусского протеста».

## Команда
Авторы документальных фильмов:
- Александр Аксёнов («Сергей Бодров — главный русский супергерой»)[24]
- Евгений Стаценко («Человек после войны», «MTV — главный канал нашего детства», «Сергей Супонев — друг всех детей», «Олег Табаков: как он воспитывал свободных людей»)
- Дмитрий Парёнкин («Русский Вудсток — главный рок-фест в истории СССР»)
- Александр Головин («Беслан. Помни»)

Операторы:
- Сергей Лынков (1—7 сезоны)
- Данила Яковлев (1—3, 6 сезоны)
- Сергей Холин (1 сезон)
- Сергей Фирсов (2—7 сезоны)
- Андрей Митрофанов (2—4 сезоны)
- Сергей Ветюгов (2 сезон)
- Константин Мордвинов (3 сезон)
- Антон Альхимович (3 сезон)
- Алексей Киселёв (4 сезон)
- Алексей Романов (4 сезон)

Монтаж:
- Артём Нечаев (1 сезон)
- Алексей Киселёв (1—2 сезоны)
- Вадим Леднев (2 сезон)
- Дмитрий Парёнкин (2—7 сезоны)

Редакторы:
- Татьяна Мингалимова (1—5 сезоны)
- Евгений Стаценко (4—8 сезоны)
- Александр Головин (5—8 сезоны)
- Даниил Туровский (6—8 сезоны)

Звук:
- Андрей Бугров (1—7 сезоны)[25]

Цветокоррекция:
- Дмитрий Фёдоров (4—7 сезоны)

Перевод иностранной речи:
- Евгений Рыбов (Дерюгин) («Русский Вудсток — Первый рок-фест в  СССР/ First rock festival in Soviet Union»)
- Евгений Савин («Антоха. Путешествие из Магадана в Европу»)

## Влияние на медиасферу
Почти каждый выпуск шоу вызывает резонанс в медиасфере, становится обсуждаемым событием. Долгое время одним из самых популярных и неоднозначных интервью был выпуск с рэпером Гнойным, который вышел через несколько дней после его победы в батле над Оксимироном. Реакция на интервью в медиасфере была разной не только потому, что у Дудя так и не получилось раскрыть оппонента, но и из-за вызывающего поведения самого Гнойного и его друзей. Следующим популярным и обсуждаемым интервью стал выпуск с рэпером Face, в основном из-за неоднозначности самого персонажа.
Украинский певец Иван Дорн вызвал скандал и стал объектом интернет-травли, в основном, среди украинских пользователей, после своего интервью Юрию Дудю. Музыканту досталось за то, что он назвал российско-украинский конфликт «обычной ссорой двух братьев». Глава минкульта Украины Евгений Нищук назвал слова Дорна неприемлемыми. «Артисты являются не просто теми, кто веселит и несёт только свой талант, и ничто другое их не должно волновать. Это неправильно. Когда на востоке государства погибают десятки тысяч лучших сыновей Украины, говорить, что здесь идёт небольшая ссора, — недопустимо». Резонанс также вызвало упоминание истории, произошедшей в Юрмале в 2014 году, когда Дорн вышел на сцену в свитере с украинским «трезубцем», как он признался в интервью, «чтобы никто не вонял». Директор артиста, комментируя ситуацию, выразил мнение, что его подопечный подобрал неправильные слова.
Большой общественный резонанс вызвало интервью Юрия Дудя с актёром Алексеем Серебряковым. Общественность была возмущена высказываниями актёра, который в том числе заявил, что «Национальной идеей России является сила, наглость и хамство», а также высказал ряд других идей, которые посчитали антироссийскими и русофобскими. Один из депутатов Госдумы сделал запрос министру культуры Мединскому «не задействовать впредь в фильмах с госфинансированием РФ актёров „с антироссийскими взглядами“». Сам Серебряков, несмотря на такую реакцию, от своих слов отказываться не стал. Позже он рассказал, что не любит давать интервью, так как не чувствует себя уверенным в этом, и изначально отказывался от беседы с Дудём, но согласился после настойчивых просьб своих детей, которые являются фанатами шоу.
Гостем заключительного выпуска третьего сезона шоу стал актёр Михаил Ефремов. Во время интервью было много рассуждений о современной России, кроме этого Ефремов высказал мысль, что можно помириться с Украиной, отдав им Крымский мост и бесплатно поставляя газ в течение нескольких лет, но подчеркнул, что его слова — сарказм. Однако это ироничное заявление вызвало широкий резонанс. В частности, член комитета Совета Федерации по международным делам Сергей Цеков заявил, что актёра Михаила Ефремова можно привлечь к уголовной ответственности за призыв передать Крымский мост Украине. Член Совета Федерации РФ Франц Клинцевич прокомментировал ситуацию и отметил, что нужно «лечиться от алкоголизма», а не предлагать инициативы, идущие во вред крымчанам. Певец и композитор Юрий Лоза предположил, что Ефремов «транслирует чужие мысли». Легенда советского кинематографа Василий Лановой отреагировал эмоционально и посоветовал «лечить мозги». Депутат Государственной Думы Иосиф Кобзон вступился за актёра, сказав, что все «неправильно поняли шутку» и «расплачиваться» с Украиной никто не будет и не собирается. Актёр Алексей Панин тоже поддержал коллегу по цеху, но отметил, что тот абсолютно прав в своих суждениях.
Гостями передачи «вДудь» побывали три участника выборов президента России 2018 года: Владимир Жириновский, Ксения Собчак и Павел Грудинин. С последним во время интервью Юрий заключил пари — если Грудинин наберёт на выборах менее 15 % голосов, тот должен сбрить усы, в противном случае Дудь должен побриться налысо. После объявления результатов голосования стало известно, что Грудинин набрал менее 12 % голосов избирателей. Юрий Дудь в своём твиттере отреагировал на данную новость, опубликовав изображение советской бритвы. Павел Грудинин в ответ просил Юрия на камеру признать выборы честными. Позже, на сайте Sports.ru, главным редактором которого на тот момент являлся Юрий Дудь, появилась интерактивная игра, предлагающая пользователям либо сбрить усы Грудинину, либо побрить налысо Дудя. Через несколько дней в сети появилось видео, где Грудинин признал, что проиграл спор (несмотря на то, что, по мнению Грудинина, без фальсификаций и манипулирования результатами он получил более 15 %) и выполнил его условия, сбрив себе усы.
Ксения Собчак была первой женщиной в истории шоу. Это вызвало дополнительный ажиотаж, зрители и раньше замечали, что Дудь берёт интервью только у мужчин и игнорирует женщин. Интервью сразу набрало популярность, спустя всего несколько дней в эфире передачи «Вечерний Ургант» телеведущий Иван Ургант «перевоплотился» в Собчак и дал пародийное интервью Юрию Дудю, в том числе акцентируя внимание на обвинениях интервьюера в сексизме. Второй женщиной, ставшей главной героиней шоу (за исключением документальных фильмов), стала блогер и телеведущая Настя Ивлеева. Ролик набрал 12 миллионов просмотров за шесть дней, став первым выпуском в истории шоу, преодолевшим эту планку, и самым просматриваемым интервью на канале, но выбор героини показался многим неоднозначным и неудачным. Во время интервью Ивлеева много рассуждала на откровенные темы, впервые публично рассказала о своих отношениях с рэпером Элджеем, а также выразила мысль, что быть блогером тяжело и «труд блогеров такой же тяжёлый, как у рабочих коксогазового завода». Последнее утверждение вызвало шквал критики и негатива со стороны аудитории и коллег-блогеров, в их числе, например, был BadComedian. Однако не все посчитали этот выпад обоснованным, так как труд блогеров в большей степени интеллектуальный, и его некорректно сравнивать с физическим трудом.
Одним из самых успешных выпусков 4 сезона и всего шоу в целом стало интервью с шоуменом, актёром и телеведущим Дмитрием Нагиевым. Юрию Дудю удалось сделать максимально откровенное интервью с Нагиевым, раскрыв настоящую личность героя, а не тот образ, к которому все привыкли. Дмитрий рассказал о своей карьере в 90-х, о работе с Анатолием Собчаком и молодым Владимиром Путиным, об отношениях с Ларисой Гузеевой, драках на программе «Окна» и проблемах со здоровьем. Шоумен, тщательно ограждающий свою личную жизнь от широкой публики, даже проговорился о том, что у него есть «младший сын». Выпуск за короткое время преодолел планку в 10 миллионов просмотров (быстрее это удалось сделать только выпуску с Ивлеевой), став шестым в истории шоу, преодолевшим эту планку. По состоянию на конец ноября 2018 года интервью с Нагиевым входит в топ-3 по просмотрам на канале «вДудь», а также занимает 3 место по «положительному рейтингу» — у видео 97 процентов лайков и лишь 3 процента дизлайков, при общем их количестве более 400 тысяч, лучшее соотношение лишь у документальных фильмов про Сергея Бодрова и «Человек после войны».
Выпуск с актёром Сергеем Буруновым, который вышел в декабре 2018 года в рамках четвёртого сезона шоу, стал поводом для конфликта. Журналист Александра Франк опубликовала пост в Facebook, где заявила, что Юрий Дудь использовал в своём интервью большую часть вопросов из её разговора с Буруновым, произошедшего в январе 2018 года в рамках проекта «КиноТест». Как объяснила Франк, Дудь с её одобрения получил полную расшифровку январского интервью от директора артиста. Позже она опубликовала второй пост, в котором рассказала, что к ней обратился Александр Лютиков, представившись редактором «вДудь» и обвинил журналистку в попытке пропиариться за чужой счёт. Юрий Дудь, также в Facebook, опубликовал ответный пост, где объяснил, что директор Сергея Бурунова действительно предоставила в качестве помощи при подготовке к интервью предыдущие беседы с журналистами, в том числе и разговор с Франк с её согласия. Однако, по словам Юрия, заимствований в его интервью «ноль», и в подтверждение своих слов он опубликовал скриншот расшифровки, где были скрыты ответы Бурунова. Также он обратил внимание, что Александр Лютиков не является частью команды «вДудя». Сам Сергей Бурунов отказался давать комментарии по поводу произошедшего.
В мае 2021 года, через полтора месяца после выхода выпуска «вДудь» со своим участием, блогер Ивангай назвал интервьюера «ссыклом» и обвинил в трусости и цензуре, поскольку в итоговое интервью не вошёл «главный месседж» Ивана о том, что его бабушка была жертвой голодомора, дед был репрессирован НКВД, а Украина «теперь имеет войну с Россией». Дудь в ответ на обвинения объяснил, что на монтаже из выпуска, как обычно, были вырезаны те моменты, в которых собеседника «очень сложно и понять, и просто слушать», опубликовав при этом 12-минутный отрывок из оригинальной записи. Интернет-пользователи отметили, что на нём Ивангай действительно затрудняется ясно выражать свои мысли. Позднее Рудской объяснил это тем, что эпизод интервью в студии был записан в полночь, несмотря на просьбу записываться утром. В июле блогер извинился перед Дудём, списав своё поведение на синдром Аспергера.

### Судебный иск
В июне 2018 года стало известно, что гендиректор PR-агентства «Простор: PR & Консалтинг» Роман Масленников подал в суд на Юрия Дудя за пропаганду наркотиков, которую заявитель усмотрел в нескольких роликах на канале «вДудь». В своём публичном заявлении Масленников требовал удалить выпуски с Бастой, Влади, Гуфом, Скриптонитом и Бледным, а также взыскать с блогера 1 рубль компенсации за моральный вред. Но в самом тексте искового заявления требования были мягче, Масленников требовал удалить из видео с музыкантами только «упоминания о наркотиках, способах их употребления и прочую информацию, которая может служить пропагандой». Через несколько дней пресс-секретарь Измайловского суда заявила, что рассмотрение иска пришлось отложить на месяц из-за «существенных недостатков». Если бы заявитель вовремя их устранил, рассмотрение дела могло пройти 10 июля 2018 года. Согласно информации на официальном сайте Измайловского суда, первоначально документы по делу были оставлены без движения, а 16 июля 2018 года заявлению был присвоен статус «не подано». В начале августа иск был возвращён заявителю, так как недостатки, о которых заявлял суд, устранены не были.

## Особенности
Гости шоу не стеснены никакими рамками форматов: они курят, пьют, матерятся, проявляют эмоции, отвечая на самые каверзные, запретные и интимные вопросы ведущего. Во время интервью гость и ведущий сидят лицом друг к другу, боком к зрителю, при этом Дудь сидит всегда справа. В эфире программы «Вечерний Ургант» Юрий пошутил, что так вышло, потому что его левая сторона лица «рабочая». На протяжении первых нескольких лет главными вопросами, которые повторяются в каждом или почти каждом выпуске, являются вопросы: «Сколько ты зарабатываешь?» и «Оказавшись перед Путиным, что Вы ему скажете?» Второй вопрос, вероятно, является отсылкой на вопрос «Оказавшись перед Богом, что вы ему скажете?», которым завершает свои интервью журналист Владимир Познер, который впоследствии также стал героем «вДудь». После выступления зампреда комитета Госдумы по физической культуре, спорту, туризму и делам молодёжи Валерия Газзаева на «Прямой линии» с президентом, Дудь в своих соцсетях иронично заявил, что «рубрику „Оказавшись перед Путиным, что Вы ему скажете?“ можно закрывать». Потому что «Выступить лучше — невозможно». С 2022 года последний вопрос в шоу более не задаётся, а первый — с учётом эмиграции многих героев интервью — формулируется чаще как «На что вы сейчас живёте?»
Ещё одной «фишкой» шоу является то, что ни команда шоу, ни сам Юрий не делают никаких анонсов и тизеров, которые могли бы раскрыть новых гостей. Это заставляет зрителей гадать и строить предположения, подогревая интерес к новым выпускам. Однако случаются и исключения. Журналист Владимир Познер, выступая в октябре 2017 года на своём творческом вечере в Ростове-на-Дону, анонсировал, что будет давать интервью Дудю. Вскоре после начала четвёртого сезона шоу Сергей Доренко выступил с критикой Дудя, раскрыв собственное участие в шоу, а затем писатель Эдуард Лимонов сообщил о состоявшемся интервью до его выхода на канале.
В середине октября 2018 года Юрий Дудь прилетел в Челябинск. Первой об этом сообщила на своей странице в Facebook генеральный директор телегида «Антенна-Телесемь Челябинск-Магнитогорск» и представительства Wday.ru Елена Герасименко. По её информации, Юрий прилетел делать интервью, но личность его собеседника держится в секрете. В комментариях тем не менее люди начали гадать о том, кто может оказаться гостем шоу «вДудь», среди вариантов: губернатор Челябинской области Борис Дубровский, блогер Наталья Краснова, рэп-группа «Триагрутрика» и основатель сети «Красное и Белое» Сергей Студенников. Ещё одно предположение состояло в том, что Дудь собрался встретиться с бойцом Хабибом Нурмагомедовым, который, по данным некоторых источников, тоже находился в Челябинске проездом. Тем не менее появилась и информация, что никакого интервью с кем-либо из южноуральцев не планируется. «Юрий Дудь, будучи амбассадором Hyundai, направляется на Байкал. В Челябинске он проездом», — заявил неназванный источник. Позже стало известно, что Нурмагомедов сначала согласился, но потом по неизвестным причинам отказал в интервью Дудю, причём сделал это ещё до своего боя с Конором Макгрегором.

## Документальные фильмы
Помимо интервью, команда шоу «вДудь» сняла несколько документальных фильмов.

### «Сергей Бодров — главный русский супергерой»
Первым стал документальный фильм про Сергея Бодрова, приуроченный к годовщине его гибели в Кармадонском ущелье, где Дудь пообщался с отцом актёра, Сергеем Бодровым-старшим, Олегом Меньшиковым, который снимался вместе с Бодровым, и с телеведущим Александром Любимовым. Также Дудь посетил само место гибели актёра, где пообщался с Сосланом Макиевым, чудом выжившим администратором съёмочной группы фильма «Связной», и с местным жителем Константином Джераповым, бизнесменом, вложившим все сбережения в спасательную операцию. Однако вдова Сергея, Светлана Бодрова, раскритиковала фильм за то, что Александр Любимов, ведущий программы «Взгляд», исказил факты биографии Бодрова и их личных взаимоотношений. В октябре 2017 года документальный фильм «Сергей Бодров — главный русский супергерой» стал лауреатом независимой премии «Редколлегия».

### «Человек после войны»
Во время интервью с лидером группы ДДТ Юрий Шевчук показал кадры кинохроники Чеченской Войны, которые снимал сам. Позже команда «вДудь» разыскала солдата, который был на тех кадрах, сделав документальный фильм «Человек после войны». Это первый выпуск, где главным героем рассказа является не медийная персона. Ветерану, который живёт в Калининграде, устроили в том числе встречу с самим Шевчуком, кроме этого Шевчук и Дудь помогли герою фильма приобрести автомобиль.

### «Новая Россия»
Третьим документальным фильмом, подготовленным командой «вДудь», стал фильм «Новая Россия». Героями фильма стали музыкант Юрий Музыченко, фронтмен группы The Hatters, художник-каллиграф Покрас Лампас, клипмейкер Алина Пязок и молодая актриса Любовь Аксёнова. В этом документальном фильме Дудь смог через несколько интервью показать широту спектра современной русской культуры нового поколения, использовав для этого гостей, не особо известных широкой публике.

### «MTV — главный канал нашего детства»

MTV

Четвёртый документальный фильм повествует о создании канала MTV Россия и о «золотом периоде» его существования. Гостями «вДудь» в рамках съёмок этого фильма стали создатель телеканала Борис Зосимов, и главные ведущие того периода: Александр Анатольевич, Василий Стрельников, Тутта Ларсен, Ольга Шелест, Антон Комолов, Татьяна Геворкян, Лика Длугач, а также руководитель современного MTV, в офисе которого побывал Юрий Дудь, Яна Чурикова. В аннотации к фильму Дудь заявил, что «если бы не эти пацаны и девчонки, никакого „вДудя“, скорее всего, никогда бы не получилось».

### «Балабанов — гениальный русский режиссёр»
Пятый документальный фильм вышел в мае 2018 года и рассказывает про российского режиссёра Алексея Балабанова, и приурочен к пятилетней годовщине его смерти. Анонсируя фильм, Дудь отмечал, что Балабанов был тем человеком, который любил Россию, но всегда говорил о её проблемах. Фильм получился самым продолжительным из всех ранее снятых — его продолжительность более двух часов. О жизни, работе и фильмах режиссёра Дудь поговорил с его семьёй: женой Надеждой Васильевой и сыном Петром, а также режиссёром Сергеем Сельяновым, актрисой Агнией Кузнецовой и другом детства Евгением Горенбургом.

### «Сергей Супонев — друг всех детей»
Шестой документальный фильм вышел 7 августа 2018 года, открыв новый, четвёртый сезон шоу. Новый фильм команда «вДудь» посвятила Сергею Супоневу, создававшему детское телевидение в 1990-е годы. Супонев погиб в декабре 2001 года, катаясь на снегоходе по замёрзшему льду Волги. Как отмечает Дудь во вступлении, «после гибели Сергея в 2001 году популярного детского телевидения, в общем, не стало». Сосредоточившись в фильме на работе и характере героя, Дудь поговорил с младшей сестрой Сергея Супонева, певицей Леной Перовой, с его лучшим другом и соавтором Александром Гольдбуртом, с крёстным отцом дочери, телеведущим Леонидом Якубовичем, и популярным стендап-комиком Юлией Ахмедовой, которая была победителем программы «Звёздный час» в 1997 году.

### «Олег Табаков: как он воспитывал свободных людей»

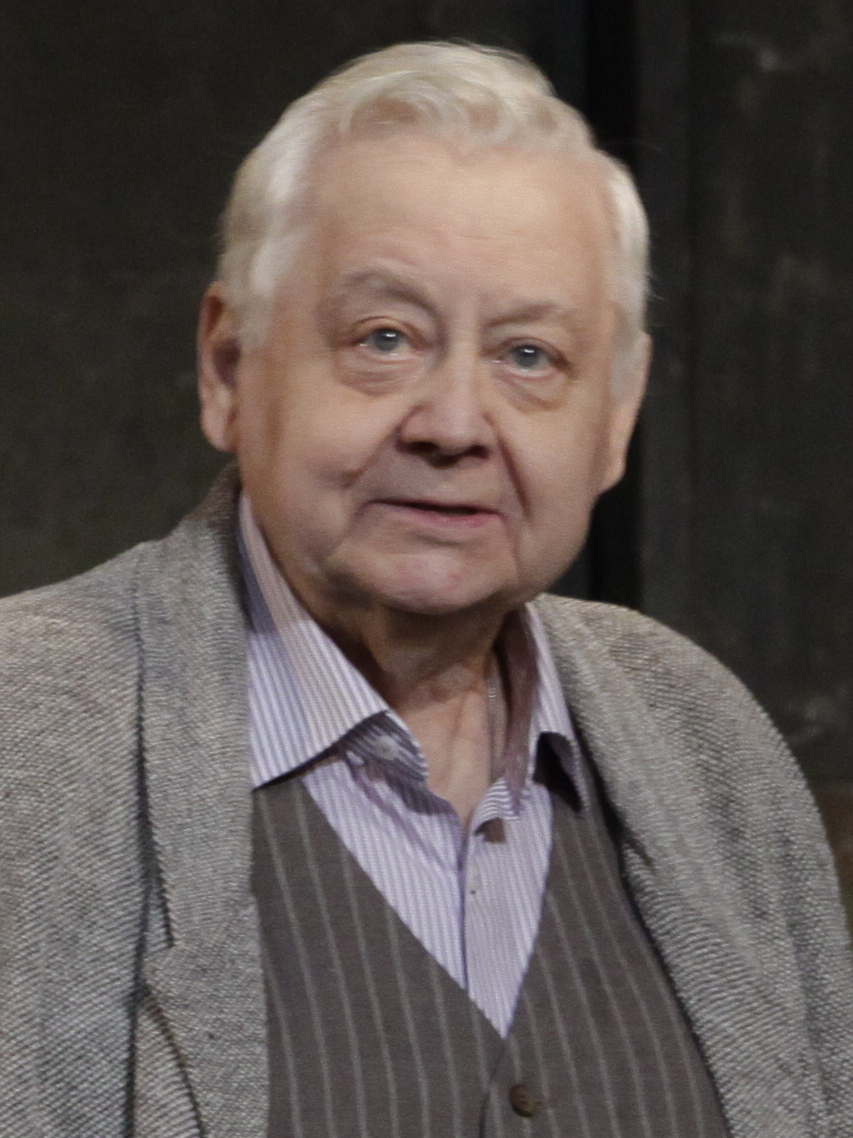
Олег Табаков

Седьмой документальный фильм был опубликован 21 ноября 2018 года. Его героем стал актёр и режиссёр, художественный руководитель МХТ Олег Табаков, который умер в марте 2018 года в возрасте 82 лет. В фильме Юрий Дудь провёл серьёзный и обстоятельный разговор о деловых и душевных качествах Табакова, о его отношениях с властью и о том, как он воспитывал «свободных людей», совмещая классический и современный театр. Собеседниками Дудя в рамках этого выпуска стали: режиссёр МХТ Александр Молочников, которому Табаков позволил поставить спектакль на сцене своего театра, когда Молочникову было всего 22 года, «правая рука Табакова» Ольга Хенкина, театральный критик Анатолий Смелянский и младший сын — молодой актёр Павел Табаков.

### «Первый рок-фест в СССР»
Восьмым документальным фильмом стал рассказ о рок-фестивале «Moscow Music Peace Festival», состоявшемся летом 1989 года в Лужниках и запомнившемся в истории как «Русский Вудсток». В фильме Юрий Дудь поговорил с непосредственными участниками тех событий: музыкантом группы Gorky Park Александром Маршалом, журналистом Борисом Барабановым, Василием Стрельниковым, который работал на фестивале переводчиком и координатором групп, продюсером и создателем группы Gorky Park Стасом Наминым, музыкальным менеджером из Америки Доком Макги и Себастьяном Бахом, в те годы фронтменом группы Skid Row. Герои рассказали, как организовывали тот фестиваль, с какими трудностями столкнулись, какие воспоминания остались. Говорили о том, что потрясло иностранных музыкантов в Москве, как на них реагировали советские граждане и какая атмосфера была во время фестиваля. Гости рассказали про историю группы Gorky Park и создание хита «Moscow Calling», а также про разрушение и возведение стен, и Америку с Россией сейчас.

### «Колыма — родина нашего страха»
Девятый документальный фильм вышел 23 апреля 2019 года. В нём Юрий Дудь и его съёмочная команда проехали путь длиной в две тысячи километров по трассе «Колыма» — из Магадана до Якутска. Основная часть фильма посвящена людям, которые жили на Колыме во время репрессий и после. Дудь рассказывает о прошлом края, системе сталинских лагерей и судьбах отдельных героев, в частности, в фильме есть интервью с дочерью конструктора Сергея Королёва и с юмористом Ефимом Шифриным, чьи родственники пострадали от репрессий.

### «Беслан. Помни»
Десятый документальный фильм продолжительностью более трёх часов был опубликован 2 сентября 2019 года. Фильм назван «Беслан. Помни» и посвящён террористическому акту в Беслане, произошедшему 1 сентября 2004 года. Спустя 15 лет Юрий Дудь провёл разговор с людьми, которых коснулась эта трагедия: школьниками, которые были в заложниках, их близкими, с активистами и журналистами, освещавшими и расследовавшими эту историю. Также он общался с чиновниками Таймуразом Мамсуровым и Русланом Аушевым — у первого в заложниках были двое детей, а второй лично заходил в захваченную школу и вывел из неё 26 человек — матерей с грудными детьми. Авторы фильма делают упор на истории людей, которые продолжают жить дальше после произошедших событий; кроме этого, во вступлении Дудь говорит о том, что «государство совершило ошибки, которые привели к беде». Реакция зрителей, если судить по статистике и комментариям под фильмом, преимущественно положительная.

### «ВИЧ в России — эпидемия, про которую не говорят»
Одиннадцатый документальный фильм продолжительностью 1 час 48 минут был опубликован на канале 11 февраля 2020 года и вызвал наибольший общественный резонанс среди всех работ проекта. Фильм посвящён более одному миллиону россиян, живущих с ВИЧ. В ходе интервью автор признаётся, что изначально его команда хотела рассказать людям, как не оказаться в этой статистике. Но погрузившись в тему, они поняли, что, кроме страшных цифр, есть ещё одна проблема: «Люди, живущие с ВИЧ в России, постоянно подвергаются дискриминации, их избегают, ими брезгуют». Только за первую неделю после выхода фильм набрал более 13 миллионов просмотров.
Фильм посмотрели на всех уровнях власти, в том числе пресс-секретарь президента Дмитрий Песков, руководитель Счётной палаты Алексей Кудрин, бывший главный государственный санитарный врач России Геннадий Онищенко, замминистра здравоохранения Олег Салагай. Практически все публичные лица, комментирующие фильм, высказываются о работе положительно и называют её полезной.
Заместитель председателя комитета Госдумы по охране здоровья Федот Тумусов организовал просмотр фильма в здании Госдумы. После выхода фильма журналиста число Google-запросов о покупке теста на ВИЧ выросло в 56 раз, кроме того, во многих российских городах люди выстраиваются в очереди для того, чтобы провериться на ВИЧ или закупить домашние тесты.

### «Как устроена IT-столица мира»

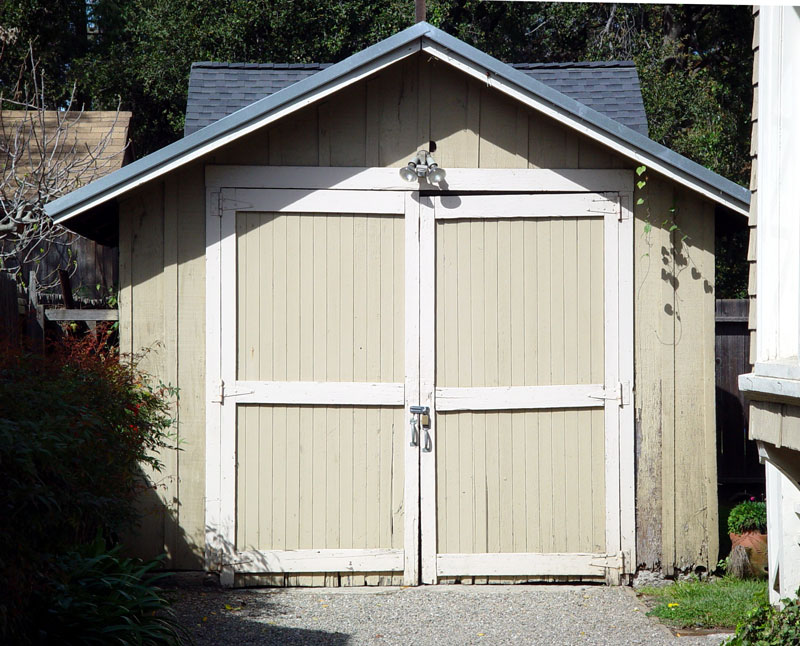
Гараж в Пало-Альто, где начала работать HP

Трёхчасовой фильм о том, как устроена Кремниевая долина в целом и о судьбах успешных русских предпринимателей, работающих тут, в частности. На середину марта 2021 года имеет более 33 миллионов просмотров. Герои программы — предприниматели Андрей Дороничев, Николай Давыдов, Руслан Фазлыев, Дмитрий Думик, Евгений Невгень, Максим Михеенко, Микита Микадо, Станислав Ерёмин.
Концепция видео: «…выпуск про систему ценностей, которая позволила человечеству на клочке суши длиной в 80 километров построить технологическую столицу всего мира! Этой системе, этим принципам не один десяток лет и весьма вероятно, что даже те проблемы, которые свалились на нашу планету в 2020 году, не смогут эти принципы радикально изменить». По замыслу автора, у видео 2 главные задачи: мотивировать «прорваться на самый верх», даже если родился в небольшом городе и «зарабатывать деньги гораздо прикольнее, чем получать». Сюжетная линия как таковая отсутствует, герои рассказывают свои истории, основной точкой схождения которых является Кремниевая долина.
Несмотря на то, что видео было воспринято публикой в основном позитивно (738 тысяч лайков против 20 тысяч дизлайков на конец мая 2020), ряд СМИ критически отозвался в адрес работы журналиста, в частности, основатель сети ВКонтакте и мессенджера Telegram Павел Дуров. По мнению предпринимателя, США — «полицейское государство», оттого не является лучшим местом ни для жизни, ни ведения IT-бизнеса, и привёл семь доказательств этого. Одной из причин негативной публикации Дурова могло стать то, что в США ему не удалось запустить криптовалюту Gram.

### «Камчатка — полуостров, про который забыли»

Камчатка на карте России

Двухчасовой фильм о Камчатке, опубликованный 2 июня 2020 года. В видео журналист рассказывает, что изначально собирался на полуостров, чтобы покататься на сноуборде, однако в процессе подготовки к поездке ему «открылись довольно грустные факты».
«На Камчатке есть рыба, золото и туризм, но жить хорошо получается далеко не у всех. Петропавловск-Камчатский — все ещё очень грустный и некрасивый город. А все эти туристические чудеса — вроде Долины Гейзеров или катания по вулканам — недоступны для абсолютного большинства местных. Почему регион, который мог бы быть русской Исландией, пока совсем не Исландия? Почему люди — особенно молодёжь — продолжают отсюда уезжать? И только ли в климате дело? И главное: почему в России даже такие жемчужины остаются такими не обустроенными?» — говорит Дудь.
Ответы на эти вопросы Юрий ищет в интервью с бывшими и нынешними жителями Камчатки: гидами Максимом Балаховским и Артемием Кудацким, стендап-комиком Ярославой Тринадцатко, директором института вулканологии и сейсмологии Алексеем Озеровым, главой Петропавловска-Камчатского Константином Брызгиным, сёрфером Антоном Морозовым и другими. В фильме зрители знакомятся с местными достопримечательностями, жилым домом, в котором не проводился капитальный ремонт несколько десятков лет, и историей недостроенной краевой больницы, узнают о «суперпенсиях» чиновников и депутатов Камчатки, о средних зарплатах, о ценах на авиабилеты и продукты.
Автор сравнивает полуостров с Исландией. Фильм заканчивается видеорядом обшарпанных домов Петропавловска-Камчатского.
После выхода фильма действующий ВрИО губернатора Камчатского края Владимир Солодов пригласил Юрия жить и работать на Камчатку. Также Солодов заявил, что строительство больницы будет возобновлено в 2020 году.
На середину июля 2020 года количество просмотров видео приблизилось к 10 миллионам.

### «Почему в России пытают»
Четырнадцатый документальный фильм продолжительность 2,5 часа был выпущен 7 декабря 2021 года. Поводом для съёмки выпуска стала публикация видеозаписей, свидетельствующих о пытках и насилии над осуждёнными в тюремной больнице под Саратовом, привёдшая к многочисленным увольнениям и возбуждению нескольких уголовных дел.
«Как именно и почему пытают? Как жить после того, как ты подвергся пыткам? Что за люди уже много лет этому противостоят? И главное: есть ли хоть какой-то шанс, что в ближайшее время такого беспредела в России станет меньше?» — ответы на эти вопросы Юрий пытается найти в интервью с сотрудниками общественной организации «Комитет против пыток» а также его создателем, Игорем Каляпиным. По ходу фильма Дудь общается с несколькими жертвами применения насилия полицией: Алексеем Михеевым, получившим травму позвоночника после прыжка из окна здания милиции, в котором его несколько часов избивали, Сергеем Зириновым, который вместе с пятью жителями Анапы, в 2013 году был обвинён в бандитизме и убийстве трёх человек, а также некоторыми другими людьми, к которым, по их собственным заявлениям, применяли меры физического и психологического воздействия. В фильме обсуждаются такие вопросы как причины и последствия пыток, отношение общества в стране к применению пыток, а также реакция властей на сообщения о них.
По состоянию на конец января 2022 года фильм набрал более 11 миллионов просмотров. Фильм получил ежемесячную журналистскую премию «Редколлегия».

### «Человек во время войны»
11 апреля 2022 года был опубликован фильм «Человек во время войны» о работе добровольцев, помогающих украинцам, ставшим беженцами в результате российского вторжения.

## Последователи и подражатели
После успеха шоу «вДудь», который показал, что часовые интервью способны собирать по несколько миллионов просмотров в сутки, появилось множество последователей, которые с разной степенью успеха попытались сделать подобные шоу. Среди них:
- «У Максоуна» Максима «+100500» Голополосова (вышло два выпуска);
- «Нежный редактор» Татьяны Мингалимовой, являющейся «нежным редактором» шоу «вДудь». Большую часть гостей составляли женщины (к ноябрю 2018 года было лишь два эфира с мужчинами), с которыми обсуждались отношения, секс и стереотипы[161];
- «ОМ» актёра и режиссёра Олега Меньшикова, добавившего к этому формату ещё и присутствие живых зрителей (съёмки проходят на сцене московского театра имени Ермоловой[162]). В эфир вышло всего несколько выпусков, с весны 2019 года новых выпусков шоу не снималось.
- «GazLive» музыканта Василия Вакуленко (Баста) и бывшего участника группы «Грибы» Kyivstoner[163]. Первым гостем стал Юрий Дудь, так же, как в своё время первым героем «вДудь» был Баста[9][164]. Отличие «GazLive» от «вДудь» в том, что вопросы формируют в том числе и простые зрители[165];
- «А поговорить?» бывшей журналистки телеканалов «Москва-24» и «НТВ» Ирины Шихман. Это шоу в противовес «вДудю» поначалу концентрировалось в основном на гостях-женщинах, как и «Нежный редактор». Однако впоследствии количество гостей-мужчин в передаче сравнялось с женщинами. Изначально в шоу было три ведущих, но к апрелю 2018 года формат сократился до одной ведущей[166]. Контент канала создавался Европейской медиагруппой для принадлежащего московской мэрии холдинга «Москва Медиа». Шихман и режиссёру Никите Лойку платят фиксированную зарплату, ведущая также получает процент от рекламных интеграций[167]. В феврале 2020 года холдинг заявил о том, что больше не занимается продюсированием данного проекта[168];
- «#ещёнепознер» журналиста Николая Солодникова[169];
- «Неспортивное поведение»[170] сотрудниц телеканала «Матч ТВ» Дарьи Левченко и Марии Макаровой. Особенностью шоу, кроме наличия двух ведущих, является то, что все герои — спортсмены, журналисты или блогеры, так или иначе связаны со спортом[171]. Видео выкладываются на том же канале, где изначально выходили выпуски шоу Павла Занозина «Vis-a-Vis»[161], которое прекратило своё существование после четырёх выпусков[172];
- «KishkiNa» украинской журналистки Сони Кошкиной, проект запущен в июле 2018 года[173];
- В августе 2018 года стартовало интернет ток-шоу «Vласть vs Vлащенко» украинской журналистки Натальи Влащенко;
- «Голос моего поколения». Шоу Дарьи Навальной, дочери политика Алексея Навального. Социологический проект, в котором интервьюер со своими ровесниками обсуждает современную Россию;
- «The Люди» корреспондента программы «Вести недели» Антона Лядова.
- «Осторожно, Собчак» — Ксения Собчак встречается с медийными персонами[174].
- «Эмпатия Манучи» — актёр Вячеслав Манучаров берёт интервью, сидя в кровати, переодев гостей в пижамы[175][176].
- «#ДайДудя» — еженедельная трансляция на YouTube-канале «Живой Гвоздь», а ранее на закрытой радиостанции «Эхо Москвы», где на вопросы радиослушателей и зрителей YouTube-канала бывшей радиостанции отвечают гости и сотрудники радио. С ноября 2020 года выходит под названием «#СлухайЭхо» в ежедневном формате по будням.
- «Редакция» — еженедельная YouTube-программа журналиста и главного редактора телеканала RTVI Алексея Пивоварова, каждый выпуск которого является мини документальным фильмом с множеством интервью внутри.
- «ЖЗЛ (Жалкая Замена Литературы) с Дмитрием Быковым» от журналиста, педагога и писателя Дмитрия Быкова. Разговоры с теми, «кто независимо от убеждений заслуживает попадания в ЖЗЛ»[177] в видеоформате на базе лектория «Прямая речь».
- Своеобразным является отношение к шоу «вДудь» авторской программы В. Легойды «Парсуна». В разговоре о создании программы В. Легойда отметил, что ему нравится формат программы «вДудь», но вопросы, задаваемые в ней, его по большей части не интересуют, поэтому его передача — это в каком-то смысле «анти-вДудь»[178]; подобное сравнение проводили и другие журналисты[179];
- «Вписка» — проект редактора журнала The Flow Николая Редькина и Василия Трунова.
- «Предельник» — проект бывшего КВНщика Андрея Пределина, который берёт интервью у людей из мира юмора.
- «Подкаст Абрамова» — шоу комика Ивана Абрамова, в котором гостями являются люди из мира юмора.
- «Есть вопросики» — шоу телеведущей и певицы Иды Галич.

## Мнения

### Положительная оценка
- Журналистка Ксения Ларина в своём обзоре проектов аналогичного формата назвала Юрия Дудя «родоначальником нового витка интервью „один на один“» и «чудом YouTube», отметив раскованность и честность ведущего, точность эмоциональных акцентов и непредсказуемую драматургию беседы, которая при этом всегда подчинена своей внутренней логике. По мнению автора, у Дудя немало последователей, но «чем больше ему подражают, тем меньше шансов у него выиграть»[180].
- Телекритик Ирина Петровская похвалила ведущего за свободный выбор тем и способность заинтересовать разговором как собеседника, так и молодёжную аудиторию[181].
- Писатель и публицист Дмитрий Быков отметил профессионализм Дудя, задающего те вопросы, которые волнуют его самого, а не те, которые хочется услышать интервьюируемому[182].
- По мнению Михаила Козырева, Дудь — «выдающийся журналист, слышащий время, чувствующий сердцем и продолжающий традицию настоящей искренней публицистики», который (в первую очередь, своими документальными фильмами) «делает для русской журналистики сегодня больше, чем кто бы то ни было»[183].
- По словам политика Евгения Ройзмана, Дудь работает «более чем профессионально», «очень чётко держит руку на пульсе и отслеживает запросы своей аудитории»[100].
- Журналист Владимир Познер назвал Дудя талантливым человеком, тщательно подходящим к подготовке интервью и изучению собеседника[96][184], но при этом высказал мнение, что ведение блога в интернете нельзя считать настоящей журналистикой[185].

### Критика
- Резко негативно о Юрии Дуде отзывался теле- и радиоведущий Владимир Соловьёв, охарактеризовавший его как «бездарного» и непрофессионального журналиста. По мнению публициста Александра Невзорова, эта неприязнь вызвана тем, что Дудь является свободным автором, самостоятельно добившимся успеха, в то время как популярность Соловьёва основана исключительно на эфирных мощностях государственных СМИ и значительных финансовых вложениях со стороны их администрации[186][187].
- Депутат Госдумы Виталий Милонов, назвавший интервьюера «прыщавым негодяем», который «пытается вытянуть свой ничтожный бложик матом и наркотиками»[188][189].
- Спортивный комментатор Георгий Черданцев усомнился в уровне профессионализма Дудя, так как на интервью к нему «не пришёл ни один футболист или тренер», потому что «никто не захочет себя выставлять клоуном»[190].

Гости шоу также неоднократно давали комментарии о своём опыте участия в программе. Видеоблогер Евгений Баженов обвинил Дудя в нарушении предварительной договорённости, согласно которой во время интервью не должна была затрагиваться тема личной жизни. Главный редактор радиостанции «Говорит Москва» Сергей Доренко посчитал задававшиеся ему вопросы неактуальными, заявив, что «боялся вывихнуть челюсть от зевоты» и отвечал «из вежливости».

## Список выпусков шоу «вДудь»
| Сезон | Сезон | Количество эпизодов                   | Даты выхода                  |
| ----- | ----- | ------------------------------------- | ---------------------------- |
|       | 1     | 19 эпизодов                           | 7 февраля — 20 июня 2017     |
|       | 2     | 15 эпизодов + 1 документальный фильм  | 25 июля — 24 октября 2017    |
|       | 3     | 20 эпизодов + 4 документальных фильма | 4 декабря 2017 — 5 июня 2018 |
|       | 4     | 14 эпизодов + 2 документальных фильма | 7 августа — 5 декабря 2018   |
|       | 5     | 11 эпизодов + 3 документальных фильма | 5 февраля — 25 июня 2019     |
|       | 6     | 7 эпизодов + 3 документальных фильма  | 2 сентября — 17 декабря 2019 |
|       | 7     | 20 эпизодов + 3 документальных фильма | 28 января — 28 декабря 2020  |
|       | 8     | 16 эпизодов + 3 документальных фильма | 4 февраля — 14 декабря 2021  |
|       | 9     | 18 эпизодов + 3 документальных фильма | 28 января — 28 декабря 2022  |
|       | 10    | 19 эпизодов                           | 16 января — 26 декабря 2023  |
|       | 11    | 21 эпизод                             | 23 января — 27 декабря 2024  |
|       | 12    | 21 эпизодов                           | 21 января —                  |

Новые эпизоды выходят в среднем раз в две недели. По состоянию на декабрь 2024 года в рамках 11 сезонов выпущено 202 эпизода, из которых 22 — документальные фильмы.
| 1. «Баста — о Немагии и своей зарплате». 2. «L'One — о баттле с Оксимироном, Украине и Фараоне». 3. «Шнур — об Алисе, Познере и рэпе». 4. «Ресторатор — об Оксимироне, цензуре и бабле». 5. «Амиран (Дневник Хача) — сколько он зарабатывает». 6. «Ильич (Little Big) — о Киркорове и худшем видео в истории». 7. «Илья Найшуллер — о Ленинграде, Ла-Ла-Ленде и Тарантино». 8. «Соболев — о Путине, митингах и сексе». 9. «Иван Дорн — об оттепели и Егоре Криде». 10. «Навальный — о революции, Кавказе и Спартаке». 11. «Noize MC — о провале на Версусе, Первом канале и Хованском». 12. «Гуф — о героине, разводе и новой жизни». 13. «BadComedian — о Бондарчуке, Саше Грей и 10 лучших русских фильмах». 14. «Максим Фадеев — о конфликте с Эрнстом и русском рэпе». 15. «Влади (Каста) — о Навальном, новом альбоме и Максе Корже». 16. «Маликов — о Хованском, Версусе и жизни после славы». 17. «Скриптонит — большое откровенное интервью». 18. «Тиньков — о Путине, Навальном и тёлках». 19. «Юрий Быков — о „Методе“, Хабенском и BadComedian». | 1. «Чичваркин — о Медведеве, контрабанде и дружбе с Сурковым». 2. «Чичваркин #2 — об Украине, Навальном и возвращении домой». 3. «Александр Паль — о „Горько“, Бодрове и самой жёсткой драке». 4. «Ходорковский — об олигархах, Ельцине и тюрьме». 5. «Jah Khalib — о деньгах, религии и Оксимироне». 6. «Гнойный — большое интервью после батла». 7. «Жириновский — о драках, мемах и фашизме». 8. «Роднянский — о Бондарчуке, „Оскаре“ и киногонорарах». 9. «Мартиросян — о рэпе, Хованском и танце с Медведевым». 10. «Нейромонах Феофан — кто он на самом деле». 11. «Сергей Бодров — главный русский супергерой» (документальный фильм). 12. «Хлебников — лучший русский фильм-2017». 13. «Парфёнов — о преемнике, Серебренникове и мате». 14. «Face — почему от него фанатеет молодёжь». 15. «Познер — о цензуре, страхе и Путине». 16. «Собчак — о Навальном, крёстном и выборах». | 1. «Артемий Лебедев — магистр мата и отец 10 детей». 2. «Шевчук — о батле с Путиным и войне в Чечне». 3. «Слепаков — о „Нашей Russia“ и современной России». 4. «Feduk — автор главного хита этой осени». 5. «Петров — о BadComedian и лучшем русском режиссёре». 6. «Человек после войны» (документальный фильм). 7. «Новая Россия: The Hatters, Аксёнова, Покрас Лампас, Пязок» (документальный фильм). 8. «Ройзман — о Собчак, предателях и легалайзе». 9. «Невзоров — о Фараоне и ориентации Милонова». 10. «Грудинин: Сталин наш лучший лидер за 100 лет». 11. «Поперечный — о цензуре, геях и чувствах верующих». 12. «Серебряков — об эмиграции, детях и законе подлецов». 13. «Агутин — о пьянстве, мемах и доме в Америке». 14. «Пошлая Молли — рок-звезда поколения соцсетей». 15. «Венедиктов — Путин, Путин, Леся, Путин». 16. «MTV — главный канал нашего детства» (документальный фильм). 17. «Цекало — „Норд-Ост“, маньяки, выборы». 18. «Олег ЛСП — о себе и Роме Англичанине». 19. «Шило — о Кровостоке, психушке и совке». 20. «Хабенский — „Метод-2“, Мединский и Брэд Питт». 21. «Балабанов — гениальный русский режиссёр» (документальный фильм). 22. «Колокольников — Голливуд, секс и „Игра престолов“». 23. «Бледный — наркота, смерть, спасение». 24. «Ефремов — жить в России и кайфовать». |

| 1. «Сергей Супонев — друг всех детей» (документальный фильм). 2. «Доренко — о русском народе, Путине и деньгах». 3. «Ивлеева — про Элджея, секс и пластику». 4. «Лимонов — смерть, Навальный, устрицы». 5. «Белый — сроки за мемы, Версус, Поперечный». 6. «Johnyboy — жизнь после поражения от Оксимирона». 7. «Нагиев — пенсии, Голос, стихотворение в Кремле». 8. «Кинчев — чувства верующих, самогон, рок-н-ролл». 9. «Pharaoh — суки, слава, стиль». 10. «Толоконникова — бисексуальность, FACE, тюрьма». 11. «Чача — Санта-Барбара, Россия, Америка». 12. «GONE.Fludd — главное рэп-открытие года». 13. «Новый русский юмор: Гудков, Соболев, Satyr». 14. «Олег Табаков: как он воспитывал свободных людей» (документальный фильм). 15. «Михалков — власть, гимн, BadComedian». 16. «Бурунов — ЦСКА, Ди Каприо, психотерапевт». | 1. «Киселёв — брат в США, племянник на войне, пенсия». 2. «Русский Вудсток — главный рок-фест в истории СССР» (документальный фильм). 3. «Гордон — Украина, Россия, война, мир». 4. «Идов — чекисты, Монеточка, застой». 5. «Айсултан — как в 22 года снимать клипы мировым звёздам». 6. «Таир Мамедов — почему он эмигрировал из России и при чём здесь политика». 7. «Русский Голливуд: Васьянов, Незлобин, Стравинский». 8. «Колыма — родина нашего страха» (документальный фильм). 9. «Русская Замбия: помогать людям и кайфовать» (документальный фильм). 10. «Давидыч — огромное интервью о жизни после тюрьмы». 11. «Алексей Иванов — о сытой Москве и небесном Челябинске». 12. «Егор Крид — уход из Black Star и звонок Поперечному». 13. «Балагов — ему 27, а он снова на Каннском фестивале». 14. «ГРОТ — рэп о том, как живёт Россия». | 1. «Беслан. Помни» (документальный фильм). 2. «Реутов ТВ: понять Россию через юмор» (документальный фильм). 3. «Гуриев — пенсионная реформа, демедведизация, доллар». 4. «Нурлан Сабуров — семья, страх, ЧтоБылоДальше». 5. «Группа „Порнофильмы“ — песни о сегодняшней России». 6. «Бекмамбетов — реклама в „Ёлках“, BadComedian, дом Диснея». 7. «Батыгин — русская звезда мировой науки». 8. «Долгополов — депрессия, политика, секс втроём». 9. «Бардаш — почему распались „Грибы“? Первое большое интервью». 10. «Антоха. Путешествие из Магадана в Европу» (документальный фильм). |

| 1. «Щербаков — спецназ, панк-рок, любовь». 2. «ВИЧ в России — эпидемия, про которую не говорят» (документальный фильм). 3. «Андрей Колесников — летописец Путина». 4. «Лапенко — новая звезда русского интернета». 5. «Anacondaz — про Россию и Родину-мать». 6. «Ира Горбачёва — очень необычная актриса». 7. «Как устроена IT-столица мира» (документальный фильм). 8. «Деревянко — депрессия, Венесуэла, фрилав». 9. «Камчатка — полуостров, про который забыли» (документальный фильм). 10. «IC3PEAK — музыка и современное искусство». 11. «Лошак — как оставаться журналистом в 2020 году». 12. «Усович — белорусские протесты и русский стендап». 13. «Козырев — любить страну и ненавидеть государство». 14. «Юра Борисов — „новый Петров“ и прыжок с обрыва». 15. «Глуховский — рок-звезда русской литературы». 16. «NEXTA — главное медиа белорусского протеста». 17. «Навальные — интервью после отравления». 18. «Монеточка — новая жизнь, новый дом, новый альбом». 19. «MORGENSHTERN — главный шоумен России-2020». 20. «Марков — как живёт русская провинция». 21. «Антон Долин — стыдные вопросы про кино». 22. «Смирняга — как пересобрать карьеру в юморе». 23. «Птушкин — главный путешественник ютуба». | 1. «Сигарев — очень дерзкий режиссёр». 2. «Бортич — протесты и рок-н-ролл». 3. «Чебатков — стендап для мозга». 4. «Ивангай — где он пропадал». 5. «Как просвещение может менять провинцию» (документальный фильм). 6. «Павлов-Андреевич — из телевизора в акционизм». 7. «Ирина Кайратовна — новые звёзды из Казахстана». 8. «Animal Джаz — мировой стрит-арт и русская музыка». 9. «Тима Белорусских — приговор, дочь, Беларусь». 10. «Гордеева — голос русской боли». 11. «Орлов — комедия русской хтони». 12. «Гордон — от „Закрытого показа“ до „Мужское/Женское“». 13. «Loqiemean — другой рэп». 14. «Усачев уехал из России. Почему?». 15. «Slava Marlow — суперуспех и депрессия в 21 год». 16. «Ширли-мырли — недооценённый шедевр про 90-е» (документальный фильм). 17. «Комиссаренко — новая жизнь после протестов в Беларуси». 18. «Почему в России пытают» (документальный фильм). 19. «Масяня — легенда русского интернета». | 1. «Как жить, если лишают родины» (документальный фильм). 2. «Кватания — из чего получаются клипы и кино». 3. «Акунин — что происходит с Россией». 4. «Эйдельман — как устроена диктатура». 5. «Face — многое изменилось». 6. «Человек во время войны» (документальный фильм). 7. «Машкова — как война разделяет семьи». 8. «Тиньков — болезнь и война». 9. «Романов — комики во время войны». 10. «ещенепознер — до и во время войны». 11. «Яшин — быть против Путина, но оставаться в России». 12. «Серебренников — власть, арест, война». 13. «Баунов — что происходит с Россией». 14. «Молочников — когда тебя отменяют в России». 15. «Маша Гессен — стыдные вопросы про Америку». 16. «Пропаганда — топливо войны» (документальный фильм). 17. «Noize MC — война и новая жизнь». 18. «Лобков — Чечня и Украина, журналистика и пропаганда». 19. «Муратов — что происходит с Россией». 20. «Вера Полозкова — поэзия и война». 21. «Парфёнов — что происходит с Россией». |

| 1. «Оскар Кучера — разговор с тем, кто поддерживает армию России». 2. «Певчих — что коррупция сделала с Россией». 3. «Чиков — простые вопросы о законах». 4. «Кузнецов — война и Фантастические твари». 5. «Либеров — как творить в несвободной стране». 6. «Каспаров — что происходит с Россией». 7. «Пажитнов — создатель Тетриса». 8. «Троянова — русская актриса во время войны». 9. «Костомаров — Эпидемия, Netflix, новая жизнь». 10. «Лигалайз — от «вне политики» до эмиграции». 11. «Костюченко — история современной России». 12. «Эллен Шейдлин — русская звезда мирового арта». 13. «Задоров — русский хоккеист, который не молчит». 14. «Верзилов — внутри войны». 15. «Вика и Вадим Цыгановы, которые поддерживают армию России». 16. «Аигел — как создается музыка». 17. «Ланьков — стыдные вопросы про Северную Корею». 18. «Чапарян — плохой и хороший стендап». 19. «Шмыкова — когда ты против, а семья – за». | 1. «Джурабаев — из Таджикистана в голливудское кино». 2. «Кравченко и Дудь в Детройте: гетто, спорт, Эминем». 3. «Штефанов — новая звезда политического ютуба». 4. «Хамиль (Каста) — жизнь после остановки сердца». 5. «Айрапетов — новая звезда русского стендапа». 6. «Кровосток — разговор с легендами». 7. «Майя Санду — интервью с президентом Молдовы». 8. «Долотовская — простые вопросы про обезьян». 9. «Ходорковский — девяностые и „Предатели“». 10. «Раевский — как интересно рассказывать о прошлом». 11. «Виленская — стыдные вопросы про музыку». 12. «Лебедев — большой разговор». 13. «Яшин — интервью после тюрьмы». 14. «Техас — новое место силы Америки». 15. «Курилла — стыдные вопросы про Америку». 16. «Захарян — невероятный разговор о книгах». 17. «Роднянский — когда и как заканчивать войну». 18. «Лолаева — как пережить травлю и смерть любимого человека». 19. «Slaughter to Prevail — самая известная русская группа в мире прямо сейчас». 20. «Егор Жуков — куда и почему он пропал». 21. «Габуев — стыдные вопросы про Китай». | 1. «Волков — что происходит с ФБК». 2. «Ицык Цыпер — первое интервью с автором „Дымка“». 3. «Потап — война, хейт, Настя, новая жизнь». 4. «Дима Марков — как он жил и от чего умер». 5. «Ic3peak — Земфира, фит с Grimes, мексиканские фанаты». 6. «Ровшан Аскеров — разговор, который вас разозлит». 7. «Vadim Key — 22 переезда в поисках дома». 8. «Кукушкин — разговор, который вас подбодрит». 9. «Ремиш — „Переходный возраст“, буллинг, развод». 10. «Российская империя — Россия до революции: как ели, пахли, развлекались и разводились». 11. «Петербург — я стал алкоголиком в 28 лет / История обычного человека». 12. «Кисин — что не так с Западом? Мигранты, левые, цензура». 13. «Лагодинский (Евросоюз) — что происходит с Европой? Дудь гуляет по Европарламенту». 14. «Венедиктов — страх, Симоньян, компромиссы». 15. «Катаев (Франция) — можно ли поменять родину так быстро?» 16. «Vacío — подробный разговор о вечеринке Ивлеевой и ее последствиях». 17. «Майзульс (Средневековье) — масоны, чума, еда, мода: как жили в Средневековье». 18. «Макфол — спор про Америку и двойные стандарты». 19. «Тюрьма в Германии — я работаю с опасными преступниками». 20. «Невзоров — интервью с русофобом». 21. «Дороничев (Искусственный интеллект) — чипы Маска, восстание машин и лекарство от рака». |